# 韦托尔维加
韦托尔维加（西班牙語：Huétor Vega）是西班牙安达卢西亚自治区格拉纳达省的一个市镇。总面积4平方公里，总人口9422人（2001年），人口密度2356人/平方公里。